# Cselényi József

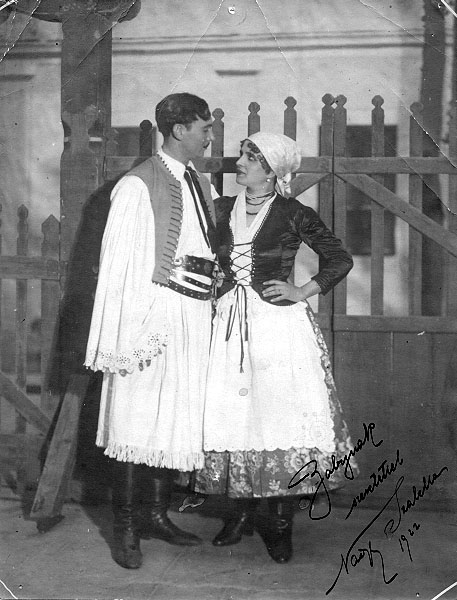
Városi Színház, 1922. Cselényi József (Bolond Istók) és Nagy Izabella (Boriska).

Cselényi József (Fót, 1899. április 1. – Budapest, 1949. július 25.) magyar dalénekes, színművész; katonaszínház-alapító tagja, aranykoszorús magyar nóta-énekes.

## Élete
Cselényi Zsigmond és Czuczor Erzsébet fia. Az első világháború idején katonaszínházat alapított, ott rendezett és játszott. Hazatérése után vizsgát tett a Színészegyesületben. 1919-ben a Műszínkörhöz, 1920-ban a Budai Színkörhöz szerződött. 1921-ben az Óbudai Kisfaludy Színházban játszott. 1922-ben a Városi Színházban a Bolond Istók című zenés játék címszerepét énekelte. Onnan Hevesi Sándor a Nemzeti Színházhoz szerződtette, ahol régi, híres népszínművek férfi főszerepeit alakította. Népszerűek voltak rádiós szerepei; számos hanglemez készült vele. A két világháború közötti időszaknak és a második világháború idejének leghíresebb, legendás magyarnóta-énekese volt.
Az 1940-es évek elején a Baross kávéház énekese. A Magyar sasok című 1944-ben bemutatott repülőfilm magyar nóta betétjeit ő énekelte, ez volt ritka filmbeli szerepléseinek egyike. Halálát gyomorvérzés, gyomorfekély okozta. Felesége Dreszmann Friderika volt.

## Színpadi szerepei
- Csepreghy Ferenc: A piros bugyelláris....Göndör Sándor
- Szigligeti Ede: A cigány....Gyuri
- Szigligeti Ede: Csikós....Andris
- Szabados Béla: Bolond Istók....Bolond Istók